# Tharrhias
Tharrhias è un genere di pesci ossei estinti, appartenente ai gonorinchiformi. Visse nel Cretaceo inferiore (Aptiano - Albiano, circa 120 - 112 milioni di anni fa) e i suoi resti fossili sono stati ritrovati in Sudamerica.

## Descrizione
Questo pesce possedeva un corpo slanciato e solitamente non superava i 30 centimetri di lunghezza, anche se sono noti esemplari lunghi oltre 70 centimetri. Tharrhias era dotato di un muso dalla bocca posta in posizione terminale, priva di denti; anche il palato e l'apparato iobranchiale erano privi di denti. La pinna dorsale era posta appena dopo la metà del corpo ed era di forma triangolare; la pinna anale, a base larga, era più vicina alla pinna caudale che alle pinne pelviche (che si trovavano sotto alla pinna dorsale). La pinna caudale era biforcuta, dai lobi larghi. L'opercolo era a forma di fagiolo, mentre il ramo ventrale del preopercolo era più lungo di quello dorsale. Era assente la supramaxilla, e il processo posteroventrale del quadrato era esteso posteriormente. Lo scheletro caudale era caratterizzato dalla presenza di due centri urali, due epurali, tre uroneurali e sei ipurali. Le scaglie erano di forma quadrangolare ed embricate.

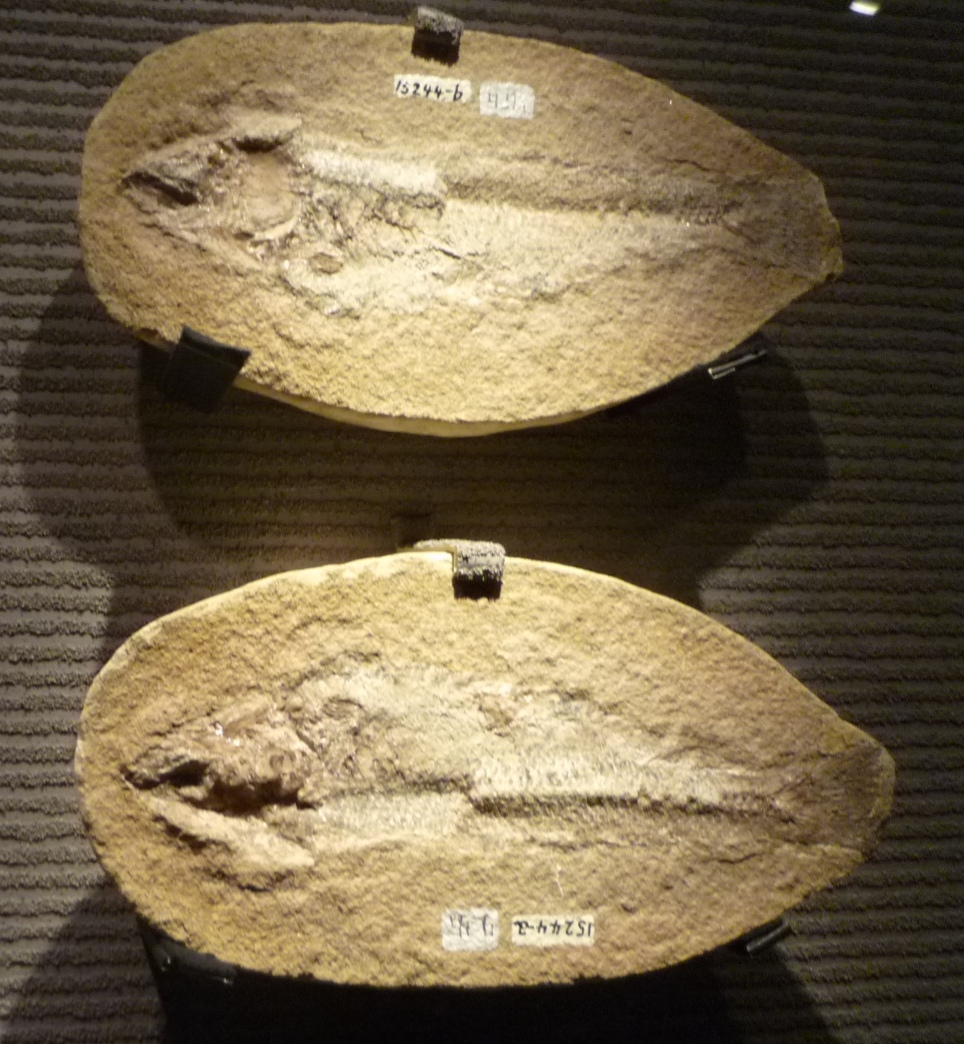
Fossili di Tharrhias araripis

## Classificazione
Tharrhias è un membro dei gonorinchiformi, un gruppo di pesci attualmente rappresentati da varie forme come Chanos, Gonorhynchus e Kneria. In particolare, secondo alcune analisi Tharrhias sarebbe il più stretto parente del genere attuale Chanos (Grande e Poyato-Ariza, 1999). 
Il genere Tharrhias venne descritto per la prima volta da Jordan e Branner nel 1908, sulla base di resti fossili ritrovati nella formazione Romualdo nella ben nota Chapada do Araripe, nel Brasile nordorientale. I due studiosi inizialmente eressero due generi e due specie, Tharrhias araripis e Cearana rochae, attribuendoli rispettivamente ai Leptolepididae e agli Osteoglossidae. Successive ricerche dello stesso Jordan determinarono che entrambe le specie fossero da attribuire a un solo genere, Tharrhias. È inoltre possibile che T. araripis e T. rochae siano in realtà varietà appartenenti a un'unica specie. Tharrhias araripis è piuttosto abbondante nel livello a noduli noto come formazione Romualdo della Chapada do Araripe, ma alcuni esemplari sono noti anche nella leggermente più antica formazione Crato.

## Paleoecologia
Tharrhias era probabilmente un pesce gregario.